# Hřbitov Saint-Vincent
Hřbitov Saint-Vincent (francouzsky Cimetière Saint-Vincent) je malý pařížský hřbitov, který se nachází na Montmartru v 18. obvodu v ulici Rue Lucien-Gaulard. Byl otevřen 5. ledna 1831. Má rozlohu 0,59 ha a je zde 920 hřbitovních koncesí.

## Výběr pohřbených osobností
- Marcel Aymé (1902–1967), spisovatel
- Harry Baur (1880–1943), herec
- Eugène Boudin (1824–1898), malíř
- Marcel Carné (1906–1996), filmař
- Louis-Robert Carrier-Belleuse (1848–1913), malíř a sochař
- Jules Chéret (1836–1932), malíř plakátů
- Roland Dorgelès (1885–1973), spisovatel
- André Gabriello (1896–1975), herec
- Émile Goudeau (), novinář a básník
- Arthur Honegger (1892–1955), skladatel
- Désiré-Émile Inghelbrecht (1880–1965), skladatel a dirigent
- Maurice Utrillo (1883–1955), malíř
- Roland Lesaffre (1927–2009), herec
- Gen Paul (1895–1975), malíř
- Gustave Victor Quinson (1868–1943), spisovatel
- Max Révol (1894–1967), herec
- Paul Sédir (1871–1926), spisovatel, filozof
- Théophile Alexandre Steinlen (1859–1923), malíř